# Salar de Atacama

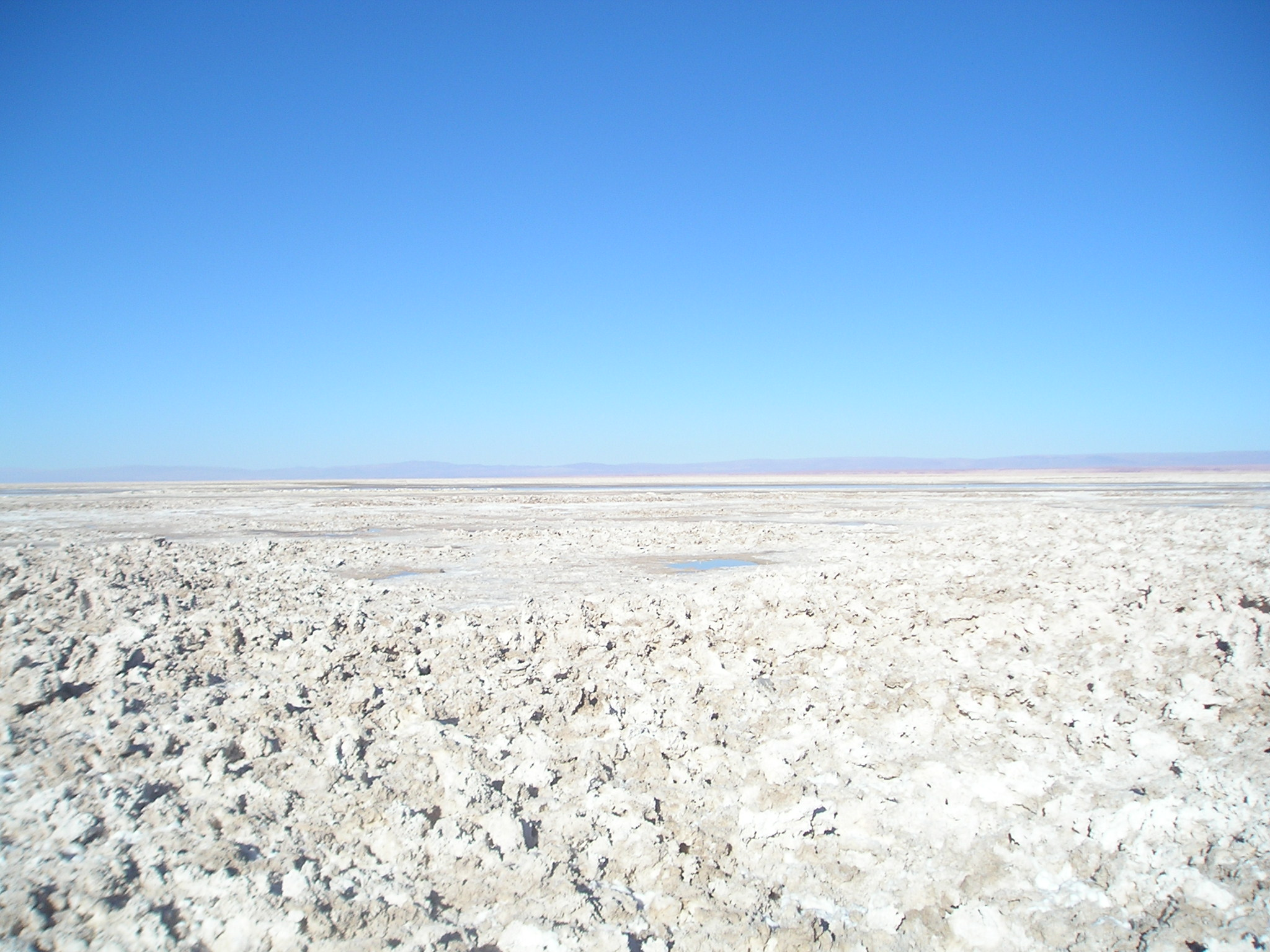

Salar de Atacama – solnisko w północnym Chile, na obszarze Puna de Atacama.
Położone jest na wysokości około 2400 m n.p.m., jego powierzchnia wynosi około 3000 kilometrów kwadratowych. Znajdują się tu niewielkie jeziora, złoża soli kamiennej i potasowo-magnezowej, oraz boraksu.